# Naby-Moussa Yattara
Naby-Moussa Yattara   (Conakry, 12 de gener de 1984) és un exfutbolista guineà de la dècada de 2000.
Fou internacional amb la selecció de futbol de Guinea.
Pel que fa a clubs, destacà a Royal Antwerp i Arles-Avignon.